# 京急中央交通
京急中央交通株式会社（けいきゅうちゅうおうこうつう）は、神奈川県横須賀市の追浜・衣笠・久里浜を営業エリアとする、京急グループのタクシー会社である。京浜急行電鉄100%出資の子会社である。

## 概要
- 本社・営業所　神奈川県横須賀市久里浜（久里浜営業所）
- タクシー81両

## その他
- 1952年1月に中央交通株式会社として設立。1964年11月に京急中央交通株式会社に社名変更した。
- 2015年6月に京王自動車株式会社から営業権譲受により24両増車した。